# Nanyang (köpinghuvudort i Kina, Shaanxi, lat 34,49, long 107,93)
Nanyang är en köpinghuvudort i Kina. Den ligger i provinsen Shaanxi, i den nordvästra delen av landet, omkring 92 kilometer väster om provinshuvudstaden Xi'an. Antalet invånare är 20 880. Befolkningen består av 10 021 kvinnor och 10 859 män. Barn under 15 år utgör 13,0 %, vuxna 15-64 år 75 %, och äldre över 65 år 10,0 %.
Runt Nanyang är det tätbefolkat, med 570 invånare per kvadratkilometer. Närmaste större samhälle är Fufeng, 15,0 km söder om Nanyang. Trakten runt Nanyang består till största delen av jordbruksmark.
Genomsnittlig årsnederbörd är 730 millimeter. Den regnigaste månaden är september, med i genomsnitt 159 mm nederbörd, och den torraste är december, med 2 mm nederbörd.